# Giorgio Marescotti

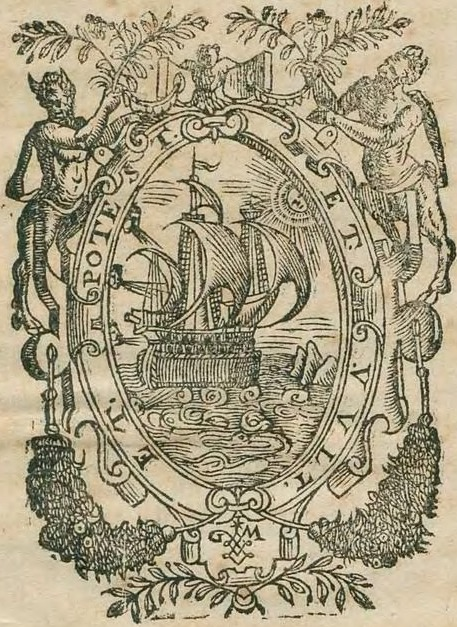
Marca tipografica di Giorgio Marescotti

Giorgio Marescotti (Regno di Francia, prima metà XVI secolo – Firenze, aprile 1602) è stato un editore e tipografo italiano attivo a Firenze nella seconda metà del XVI secolo.

## Biografia
Di origine francese (il suo nome era Georges Marescot o Mareschot), Marescotti giunse a Firenze tra il 1553 e il 1554. In un primo momento lavorò nella bottega di Lorenzo Torrentino. Nel 1558 aprì una propria bottega nel Garbo alla Condotta. Rilevato nel 1570 parte del materiale tipografico dei Torrentino, Marescotti divenne uno dei più noti e attivi stampatori-editori operanti a Firenze nell'ultimo quarto del Cinquecento. Nel 1585 ottenne un privilegio decennale per la stampa dei bandi. Marescotti si segnalò soprattutto come stampatore musicale. Notevoli in questo campo sono soprattutto le edizioni del Discorso sopra la musica di Francesco Bocchi (1580), del Dialogo della musica antica et moderna di Vincenzo Galilei (1581), della Euridice di Jacopo Peri (1600) e delle Nuove musiche di Giulio Caccini (1601). Molto significative sono anche le edizioni delle Famiglie nobili napoletane di Scipione Ammirato (1580, in folio grande), dell’Architettura militare e del Discorso sopra la fabrica, e uso delle nuove verghe astronomiche di Antonio Lupicini (1582), del De plantis di Andrea Cesalpino (1583).